# TAU 7
TAU 7 je vzduchová pistole ráže 4,5 mm používaná hlavně ke sportovním účelům. Jako pohon střely je používán stlačený oxid uhličitý.